# Palicourea caucana
Palicourea caucana är en måreväxtart som beskrevs av Paul Carpenter Standley. Palicourea caucana ingår i släktet Palicourea och familjen måreväxter. Inga underarter finns listade i Catalogue of Life.